# Španska princeska
Španska princeska je naslovni lik otroške slikanice Nine Kokelj, ki opisuje pomembnost raziskovanja svojega življenjskega okolja ter iskanja svoje lastne ustvarjalnosti, vztrajnosti in iznajdljivosti.  

## Vsebina pravljice
Španska princeska je bila na pogled drobna deklica, dolgih, skodranih, črnih las in velikih temnih oči, v katerih ni bilo videti veselja. Nosila je svetlečo turkizno obleko, na čelu pa diamant z zelenimi peresi. V rokah je venomer nosila pisano pahljačo, s katero si je krajšala dolge dni. 
Princeska je bila namreč zelo osamljena, saj sta bila starša, princ in princesa nenehno zdoma in tako princeska ni imela nikogar, s komer bi lahko delila veselje, žalost in strah. Njena edina družba so bili njeni služabniki; imela je svojo spletično, pevca, dvornega slikarja, kuharja in celo pisarja, ki pa ji niso bili v pomoč, saj so vse, kar je želela storiti sama, storili namesto nje oni, saj jim je bilo tako ukazano. 
Tako se je nesrečna princeska odločila odpotovati po svetu in najti svojo srečo. Potovala je daleč v tuje dežele in srečevala različne ljudi - od tistih prijaznih, radodarnih, dobrosrčnih, do tistih manj naklonjenih in zlobnih. Princeska je na svoji poti našla svoj želeni cilj; konjička, in tako posledično tudi svojo prvo pravo prijateljico. Čeprav ju je usoda kmalu ločila (princeska se je morala vrniti domov), so v njej ostali spomini in doživetja, ki ne bodo nikoli pozabljeni. 

## Predstavitev literarnega lika
Španska princeska je prikaz osebe - lika, ki ima vsega v izobilju, vendar kljub temu ni srečen. Denar je res sveta vladar, vendar nikoli ne more nadomestiti in omogočiti radosti, sreče ali prijateljstva. Španska princeska je močan literarni lik, ki se kljub svoji obupanosti nad lastno nesrečo in osamljenostjo ne preda. 
Vsi njeni cilji so zatrti, saj vse namesto nje postorijo služabniki, ob tem pa se princeska počuti neustvarjalno, neuporabno. Svojo nejevoljo se odloči prekiniti, s čimer pokaže svojo močno voljo in optimizem in tako sama odpotuje po svetu. Na poti se izkaže kot zelo pogumna in neustrašna. Pozna svoja kulturna stališča od katerih ne odstopa. To je dobro razvidno v odlomku, ko ji želi starka vzeti nakit, češ da ga ima preveč, Španska princeska pa to odločno zanika. 
Na poti spozna tudi to, da znajo biti ljudje zlobni, ko ji starec namesto obljubljene svetilke, proda kamen, ki naj bi ji razsvetljeval gozdno pot v temi. Prav tu pa se izkaže njena šibkost. Močno je namreč prestrašena, ko sama ponoči tava po gozdu in ne ve ne kod ne kam. Sicer pa je bila Španska princeska dobrega srca in je rada pomagala ljudem v stiski. Tako je beraču z veseljem poklonila svoj zadnji zlatnik. 
Ko je princeska srečala deklico s svetlimi lasmi, jo je takoj pritegnila njuna raznolikost in takoj ji je zaupala svojo osamljenost, v njej pa je kasneje našla pravo prijateljico. 
Ko se je princeska po letu dni vrnila domov, so jo vsi nestrpno in zaskrbljeno pričakali. Šele takrat so se zavedli, kaj so imeli in to obžalovali. S potovanjem je Španska princeska veliko pridobila, se osamosvojila in pri starših dosegla to, kar si je najbolj želela – pozornost in dostopnost.
Literarni lik Španske princeske je izviren, odgovoren, optimističen in neustrašen. Lik je močna karakteristična osebnost, ki je lahko zgled ali vzpodbuda za marsikaterega otroka današnjega drvečega sveta. 

## Razlaga tujk v slikanici
- Abanico – špansko pahljača, s katero si hladimo telo, predvsem obraz
- Paella – španska tradicionalna jed iz riža, zelenjave, morskih sadežev in začimb
- Ministrel – potujoči pevec, nekakšen dvorni norček, ki zabava dvor
- Adios – pozdrav, slov. nasvidenje
- Motriti – opazovati, gledati

## Uprizoritve Španske princeske
- Gledališka predstava 12.2005 v Gledališče Koper in 12.2006 v SNG Nova Gorica in
- Lutkovna predstava 5.2006 v Lutkovno gledališče Ljubljana.

## Vira
- Domača stran Nine Kokalj
- slikanica Španska princeska, Kokelj, Nina. 2002. Didakta